# Kościół św. Mateusza Apostoła w Gardnie
Kościół św. Mateusza Apostoła w Gardnie – katolicki kościół filialny zlokalizowany we wsi Gardno w gminie Węgorzyno, w powiecie łobeskim (województwo zachodniopomorskie). Jest filią parafii Wniebowzięcia Najświętszej Maryi Panny w Węgorzynie.

## Historia i architektura
Kościół został zbudowany w 1737 roku z fundacji ówczesnego właściciela Gardna, Augustina Heinricha von Borck. Wzniesiony został w konstrukcji ryglowej, na kamiennej podmurówce. Sytuowany na rzucie prostokąta, nakryty jest dachem dwuspadowym. Portal wejściowy i okna mają kształt prostokątny. Od strony zachodniej do kościoła przylega wolnostojąca, drewniana wieża na planie czworoboku, z ośmioboczną latarnią nakrytą hełmem. Przy południowo-wschodnim narożniku kościoła znajduje się niewielka przybudówka. Obok kościoła ustawiony jest pomnik ku czci poległych w I wojny światowej.
Wnętrze kościoła nakrywa płaski, drewniany strop. Nad wejściem znajduje się wsparta na filarach empora. Druga empora, mająca kształt podkowy, znajduje się za ołtarzem, pod nią umieszczona jest zakrystia. Drewniany ołtarz wykonany jest w stylu późnobarokowym. W centralnej części nawy, pod posadzką, znajduje się krypta grzebalna.
Po II wojnie światowej został konsekrowany jako świątynia katolicka w dniu 21 września 1947 roku.